# Anastasia Tikhanova
Anastasia Tikhanova, née le 16 août 1993, est une rameuse russe.

## Palmarès

### Championnats d'Europe
- 2015 à Poznań (Pologne) :
  -  Médaille d'or en Huit
- 2018 à Glasgow (Écosse) :
  -  Médaille d'or en quatre de pointe